# Tresor (discoteca)
Tresor és un club nocturn de música techno de la ciutat de Berlín. D'origen underground, avui és considerat com un dels clubs icònics en la cultura techno. Posseeix el seu propi segell discogràfic homònim.

## Història
El club va ser fundat el març de 1991 als antics grans magatzems Wertheim a Leipziger Strasse 126-128, al districte de Berlín-Mitte del centre de Berlín Est, a la banda de Potsdamer Platz. La història del club es remunta a 1988 quan el segell de música electrònica Interfisch va obrir l'Ufo Club, el qual esdevindria l'epicentre de l'escena techno a Berlín, malgrat que a causa de problemes financers va tancar el 1990.
Després del tancament de l'Ufo Club, el director d'Interfisch, Dimitri Hegemann, i alguns inversors van trobar un nou espai a Berlín Est. Tresor es va convertir de seguida en un lloc popular de la capital alemanya. El club s'ha expandit i reconstruït diverses vegades per a incorporar una àrea de jardí a l'aire lliure i una nova sala, «Globus», al segon pis. Mentre que al primer pis sona específicament música techno, industrial i acid techno, al segon pis sona música house. El segell discogràfic, Tresor Records, es va fundar poc després de l'obertura de club l'octubre de 1991, amb artistes destacats com Jeff Mills, Blake Baxter, Juan Atkins, Dave Tarrida, Robert Hood, Ben Sims, Oscar Mulero, Stewart Walker, Joey Beltram, Surgeon, Pacou i Cristian Vogel entre d'altres.
El 2004, es va presentar el documental Tresor Berlin: The Vault & the Electronic Frontier, dirigit per Mike Andrawis. La pel·lícula cobreix el període des de la participació de Hegemann a Fishladen i l'UFO Club de Kreuzberg, fins als últims mesos abans del tancament. Tresor va tancar el 16 d'abril de 2005, després de diversos anys de lloguer prolongat a curt termini. La ciutat va vendre el terreny a un grup d'inversors per a construir oficines a Leipziger Straße.
Tresor va reobrir el 24 de maig de 2007 a la central d'energia desballestada Heizkraftwerk Berlin-Mitte a Köpenicker Straße. Des de novembre de 2019, Tresor té una filial a la ciutat de Dortmund anomenada Tresor.West.